# 藻蓝胆素
藻蓝胆素（缩写PCB）是一种含氮有机化合物，分子式C33H38N4O6，属于开环四吡咯中的藻胆素类，带有蓝色荧光，存在于蓝藻中，以及紅藻、灰藻、隱藻的叶绿体中。